# Список призёров Олимпийских игр по сноуборду (женщины)

## Акробатические дисциплины

### Хафпайп

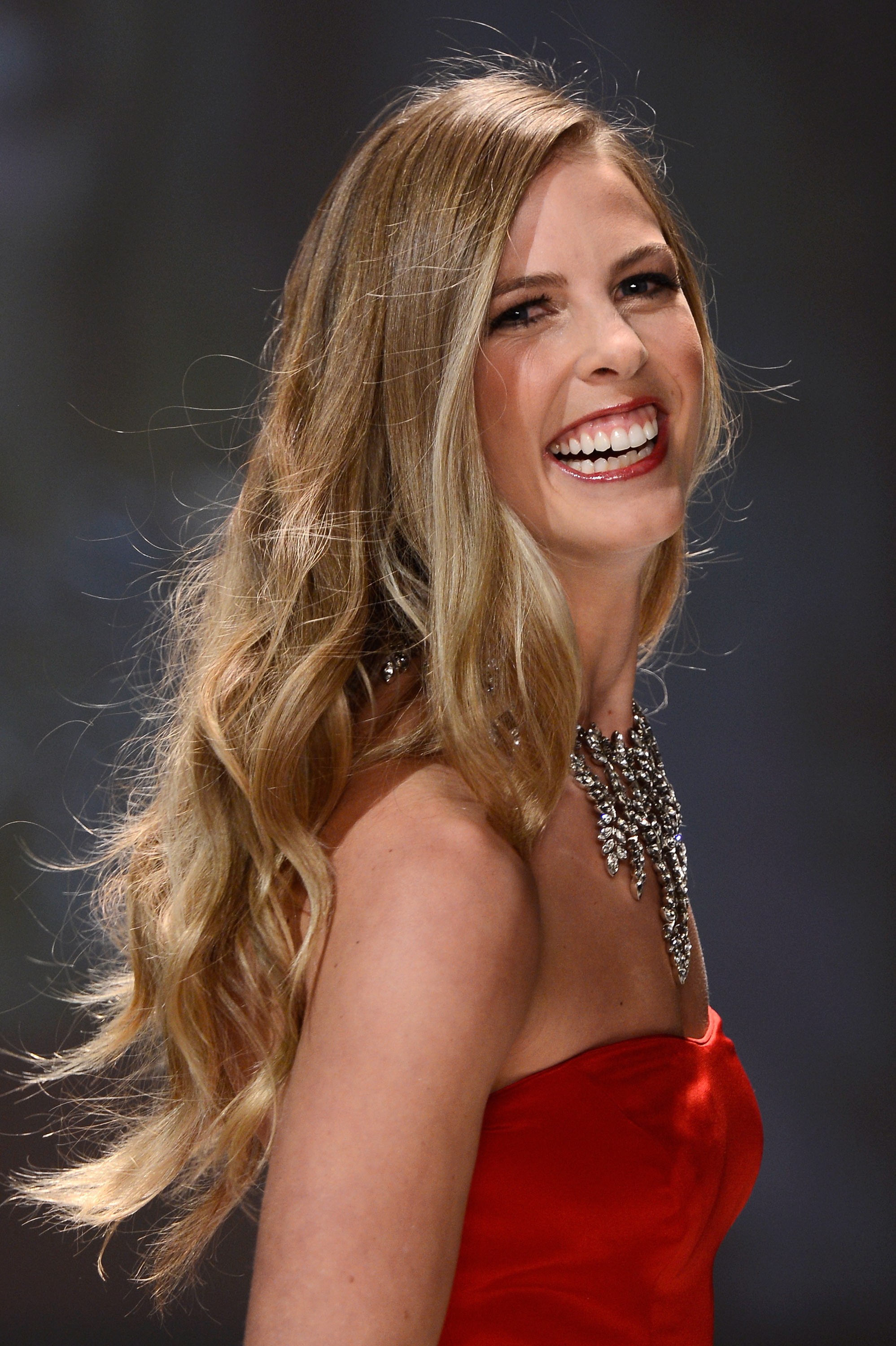
Тора Брайт выиграла в хафпайпе золото в 2010 году и серебро в 2014 году

Включён в олимпийскую программу с 1998 года.
| Игры                              | Золото                 | Серебро                      | Бронза                     |
| --------------------------------- | ---------------------- | ---------------------------- | -------------------------- |
| 1998 Нагано см. подробнее         | Никола Тост Германия   | Стине Брун Хьельдос Норвегия | Шэннон Данн США            |
| 2002 Солт-Лейк-Сити см. подробнее | Келли Кларк США        | Дориан Видаль Франция        | Фабьенн Ройтелер Швейцария |
| 2006 Турин см. подробнее          | Ханна Тетер США        | Гретхен Блейлер США          | Хьерсти Буос Норвегия      |
| 2010 Ванкувер см. подробнее       | Тора Брайт Австралия   | Ханна Тетер США              | Келли Кларк США            |
| 2014 Сочи см. подробнее           | Кейтлин Фаррингтон США | Тора Брайт Австралия         | Келли Кларк США            |
| 2018 Пхёнчхан см. подробнее       | Хлоя Ким США           | Лю Цзяюй Китай               | Ариэль Голд США            |
| 2022 Пекин см. подробнее          | Хлоя Ким США           | Керальт Кастельет Испания    | Сэна Томита Япония         |

### Слоупстайл
Включён в олимпийскую программу с 2014 года.
| Игры                        | Золото                              | Серебро                 | Бронза                      |
| --------------------------- | ----------------------------------- | ----------------------- | --------------------------- |
| 2014 Сочи см. подробнее     | Джейми Андерсон США                 | Энни Рукаярви Финляндия | Дженни Джонс Великобритания |
| 2018 Пхёнчхан см. подробнее | Джейми Андерсон США                 | Лори Блуэн Канада       | Энни Рукаярви Финляндия     |
| 2022 Пекин см. подробнее    | Зои Садовски-Синнотт Новая Зеландия | Джулия Марино США       | Тесс Коуди Австралия        |

### Биг-эйр
Включён в олимпийскую программу с 2018 года.
| Игры                        | Золото              | Серебро                             | Бронза                              |
| --------------------------- | ------------------- | ----------------------------------- | ----------------------------------- |
| 2018 Пхёнчхан см. подробнее | Анна Гассер Австрия | Джейми Андерсон США                 | Зои Садовски-Синнотт Новая Зеландия |
| 2022 Пекин см. подробнее    | Анна Гассер Австрия | Зои Садовски-Синнотт Новая Зеландия | Кокомо Мурасэ Япония                |

## Слаломные дисциплины

### Гигантский слалом
Был включён в олимпийскую программу только один раз — в 1998 году.
| Год                       | Золото             | Серебро              | Бронза              |
| ------------------------- | ------------------ | -------------------- | ------------------- |
| 1998 Нагано см. подробнее | Карин Рюби Франция | Хайди Ренот Германия | Бригитт Кёк Австрия |

### Параллельный гигантский слалом

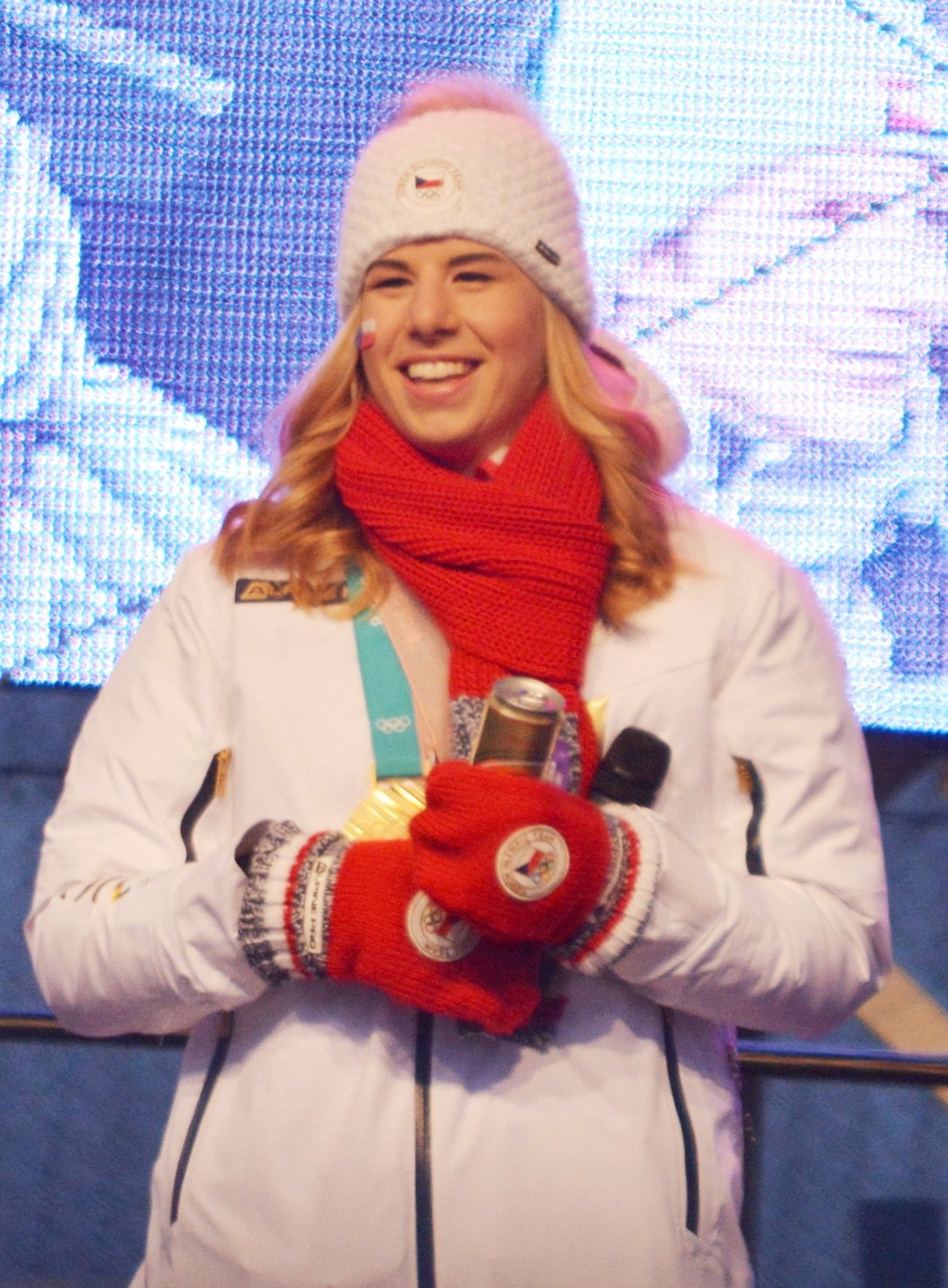
Двукратная олимпийская чемпионка Эстер Ледецкая

Включён в олимпийскую программу с 2002 года.
| Год                               | Золото                       | Серебро                  | Бронза                             |
| --------------------------------- | ---------------------------- | ------------------------ | ---------------------------------- |
| 2002 Солт-Лейк-Сити см. подробнее | Изабель Блан Франция         | Карин Рюби Франция       | Лидия Треттель Италия              |
| 2006 Турин см. подробнее          | Даниела Мойли Швейцария      | Амели Кобер Германия     | Рози Флетчер США                   |
| 2010 Ванкувер см. подробнее       | Николин Сауэрбрей Нидерланды | Екатерина Илюхина Россия | Марион Крайнер Австрия             |
| 2014 Сочи см. подробнее           | Патриция Куммер Швейцария    | Томока Такэути Япония    | Алена Заварзина Россия             |
| 2018 Пхёнчхан см. подробнее       | Эстер Ледецкая Чехия         | Селина Йорг Германия     | Рамона Терезия Хофмайстер Германия |
| 2022 Пекин см. подробнее          | Эстер Ледецкая Чехия         | Даниэла Ульбинг Австрия  | Глория Котник Словения             |

### Параллельный слалом
Был включён в олимпийскую программу только один раз — в 2014 году.
| Год                     | Золото                | Серебро                | Бронза               |
| ----------------------- | --------------------- | ---------------------- | -------------------- |
| 2014 Сочи см. подробнее | Юлия Дуймовиц Австрия | Анке Карстенс Германия | Амели Кобер Германия |

### Сноуборд-кросс

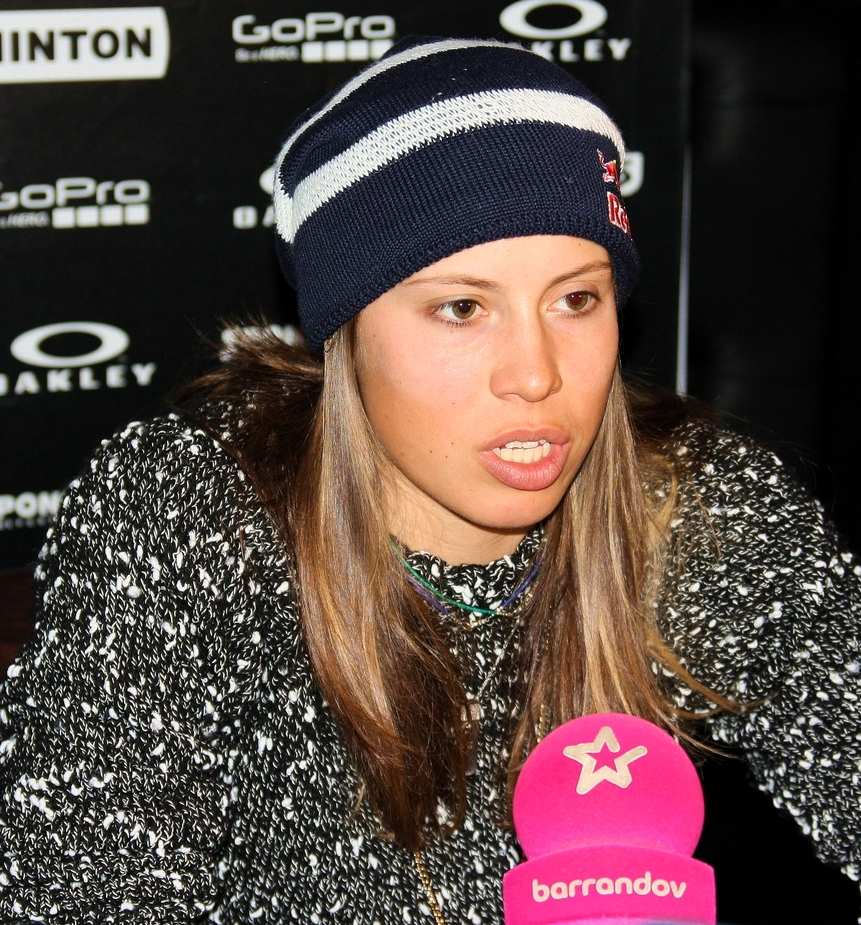
Ева Самкова завоевала в сноуборд-кроссе золото в 2014 году и бронзу в 2018 году

Включён в олимпийскую программу с 2006 года.
| Год                         | Золото                 | Серебро                | Бронза                |
| --------------------------- | ---------------------- | ---------------------- | --------------------- |
| 2006 Турин см. подробнее    | Таня Фриден Швейцария  | Линдси Джекобеллис США | Доминик Мальте Канада |
| 2010 Ванкувер см. подробнее | Маэль Рикер Канада     | Дебора Антоньо Франция | Оливия Нобс Швейцария |
| 2014 Сочи см. подробнее     | Ева Самкова Чехия      | Доминик Мальте Канада  | Хлоя Треспёш Франция  |
| 2018 Пхёнчхан см. подробнее | Микела Мойоли Италия   | Жюлия Перейра Франция  | Ева Самкова Чехия     |
| 2022 Пекин см. подробнее    | Линдси Джекобеллис США | Хлоя Треспёш Франция   | Мерьета О’Дайн Канада |